# Rüdiger von der Goltz
Il conte Gustav Adolf Joachim Rüdiger von der Goltz (Züllichau, 8 dicembre 1865 – Kinsegg presso Bernbeuren, 4 novembre 1946) è stato un generale tedesco.
Apparteneva ad una famiglia dell'alta nobiltà tedesca del Baltico, e studiò all'Accademia Militare di Riga e all'Università di Tartu, uscendo dalla prima come migliore cadetto del suo anno e capitano di fanteria.

## Biografia
Il suo padre adottivo, Gregor von Helmersen (Grigorij Petrovič Gel'mersen) gli lasciò in eredità una vasta collezione di minerali geologici, che Rüdiger donò all'Associazione Geologica Baltica fondata dal professore Alexander Graf Keyserlingk.
Nel 1903 fu promosso colonnello di stanza in Pomerania e durante la prima guerra mondiale partecipò alla Battaglia di Tannenberg, in Masuria con Paul von Hindenburg, e poi combatté con un contingente tedesco di rinforzo agli austriaci, turchi e bulgari contro i serbi, venendo allora promosso generale maggiore e insignito dell'Ordine Pour le Mérite.
Leader conservatore in Estonia e Lituania, partecipò alla guerra civile finlandese contro l'Armata Rossa, sostenendo le truppe svedese del generale Ernst Linder a Vyborg.
Fu poi ritrasferito in Lettonia, dove fondò la Divisione del Mar Baltico, piccolo esercito di nazionalisti e monarchici baltici, in specie estoni e finlandesi, che contrastava l'avanzata dei bolscevichi. Il 3 aprile 1918 marciò sulla capitale rossa della Finlandia, Helsinki, che si arrese nello stesso giorno.
Quando la Germania e l'Austria si arresero agli Alleati, von der Goltz fondò, cooperando con i leader polacchi Józef Piłsudski e Bolesław Wieniawa-Długoszowski, lo stato Baltico, Baltische Landeswehr, sul modello del Regno di Polonia del 1918 e del Ducato di Curlandia e Semigallia del 1918. Inoltre era appoggiato dagli ex re di Lituania e Finlandia Guglielmo di Urach e Vajno I.
Alleatosi con i polacchi e il gruppo di Commissione Internazionale-Alleati di Controllo, intraprese una nuova guerra contro i bolscevichi, guerra d'indipendenza lettone dichiarata alla Russia nel maggio 1919; l'esercito lettone era capeggiato dal nazionalista Julius Kuper'janov e dall'ex generale bianco principe Pavel Rafailovič Bermondt-Avalov. In realtà, le aspettative di Bermondt-Avalov e von der Goltz erano di togliere il potere a nazionalisti e bolscevichi, ripristinando i ducati baltici.
Così von der Goltz fondò i Freikorps baltici, occupando la Curlandia e Ventspils, sconfiggendo molte volte i russi. Con il velato appoggio degli Alleati, von der Goltz tenne il Baltico fino al 23 maggio 1919, quando riuscì a sconfiggere definitivamente i russi. Dovette poi far fronte ai nazionalisti estoni, ma venne sconfitto dai generali Ernst Põdder e Andres Larka a Wenden (Cēsis, distretto di Cēsis); da allora von der Goltz lasciò la causa baltica e supportò i generali bianchi in Russia e poi servì come ufficiale dell'esercito polacco nella guerra sovietico-polacca nell'armata del generale Kostanty Plisowski.
Nel 1925 venne congedato dal governo polacco e insignito dell'Ordine di San Stanislao per meriti di guerra e il grado ad honorem di tenente generale dell'esercito polacco.
Durante gli ultimi anni di vita, condusse un'ampia corrispondenza con il monarchico polacco barone Stanisław Haller de Hallenburg (fratello del più celebre Józef Haller); nelle memorie dell'ufficiale e scrittore finlandese Carl Axel Mothander, è descritto come un uomo energico e antiquato, fedele a ideali ormai tramontati. Uno dei generali estoni nazionalisti nemici di von der Goltz, Johan Laidoner avrebbe invece ricordato nei suoi rapporti l'estrema correttezza e umanità che il generale monarchico aveva per i nemici sconfitti, molto rara tra i generali bianchi dell'epoca.